# 伯涅库尔
伯涅库尔（法語：Begnécourt，法語發音：[bəɲekuʁ] ⓘ）是法国大東部大區孚日省的一个市镇，属于埃皮纳勒区。

## 地理
伯涅库尔（48°12'21"N, 6°9'31"E）面积4.57 平方千米，位于法国大東部大區孚日省，该省份为法国东北部内陆省份，北起默兹省和默尔特-摩泽尔省，西接上马恩省，南至上索恩省和贝尔福地区省，东临上莱茵省和下莱茵省。
与伯涅库尔接壤的市镇（或旧市镇、城区）包括：莱热维尔和邦费、班维尔欧索勒、栋派尔、热尔韦库尔和阿东、阿热库尔。

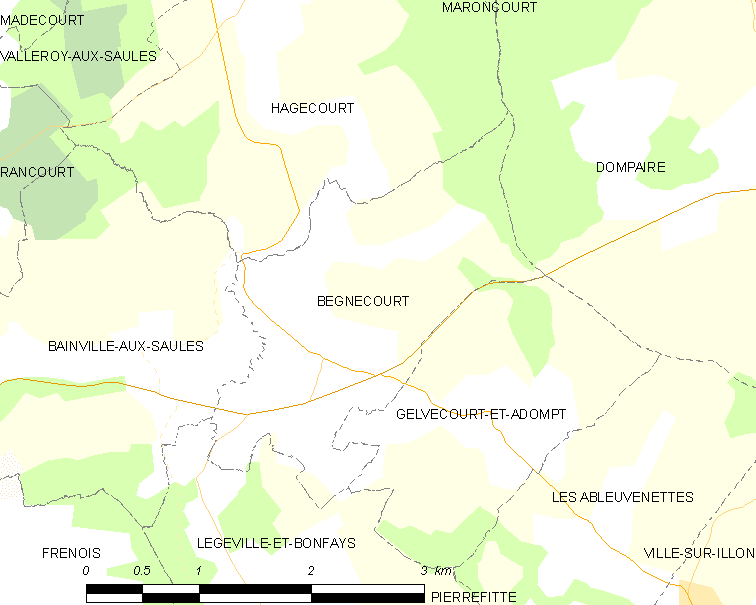
伯涅库尔的OSM定位图

伯涅库尔的时区为UTC+01:00、UTC+02:00（夏令时）。

## 行政
伯涅库尔的邮政编码为88270，INSEE市镇编码为88047。

## 政治
伯涅库尔所属的省级选区为达尔内县。

## 人口

1962-2008年间伯涅库尔人口变化图示

伯涅库尔于2022年1月1日时的人口数量为141人。